# Stambolovo, Haskovo
Stambolovo (în bulgară Стамболово) este un sat în comuna Stambolovo, regiunea Haskovo,  Bulgaria. 

## Demografie
Componența etnică a satului Stambolovo
     Turci (59,56%)
     Bulgari (30,63%)
     Romi (8,08%)
     Nicio identificare (1,71%)
La recensământul din 2011, populația satului Stambolovo era de 643 locuitori. Din punct de vedere etnic, majoritatea locuitorilor (59,56%) erau turci, existând și minorități de bulgari (30,63%) și romi (8,08%). Pentru 1,71% din locuitori nu este cunoscută apartenența etnică.